# Stigmella hahniella
Stigmella hahniella là một loài bướm đêm thuộc họ Nepticulidae. Loài này có ở Đức, Áo, Cộng hòa Séc, Slovakia, Croatia, Hungary và Ý.
Ấu trùng ăn Sorbus torminalis. Chúng ăn lá nơi chúng làm tổ.